# 官僚制
本記事では官僚制（かんりょうせい、英: bureaucracy）について解説する。

## 概説
広辞苑では、官僚制 bureaucracyは「専門化・階統化された職務体系、明確な権限の委任、文書による事務処理、規則による職務の配分といった諸原則を特色とする組織・管理の体系」と説明されている。
スーパー・ニッポニカの解説では、今日において「官僚制」という用語・概念は次の3つの意味合いを含んでいる、とされている。
- 1.行政官僚による政治の支配
- 2.分業と協業の原理によって合理的に組み立てられた組織形態である階統制
- 3.上記2つに付随しがちな意識や行動＝官僚主義　→マートンによる指摘

## 官僚制の研究
官僚制についての本格的な研究は、ドイツの社会学者、マックス・ヴェーバーに始まる。ヴェーバーは、近代社会における特徴的な合理的支配システムとしての近代官僚制に着目し、その特質を詳細に分析した。上に記した官僚制の基本的な特徴もヴェーバーの定義に基づいている。

### ヴェーバーによって指摘された合理的組織としての官僚制の特徴
近代官僚制は、前近代に見られる家父長制的な支配に基づく家産型官僚制 とは異なり、組織を構成する人間の関係は、制定された規則を順守する非人格的（非人間的ではない）な結びつきによって成り立っているとされる。つまり、血縁によるつながりや感情的な結びつきなどではなく、合理的な規則に基づいて体系的に配分された役割にしたがって人間の関係が形成されているということである。なお近代官僚制は、以下のような特質を備えていることがヴェーバーによって指摘されている。
- 権限の原則
- 階層の原則
- 専門性の原則
- 文書主義

ヴェーバーは、近代官僚制のもつ合理的機能を指摘し、官僚制は優れた機械のような技術的卓越性があると主張した。ただし、官僚制支配の浸透によって個人の自由が抑圧される可能性や、官僚組織の巨大化によって統制が困難になっていくといった、近代官僚制のマイナス面については予見している。
　ヴェーバーの近代官僚制に関する最も重要な組織論的な問題提起は，組織の「形式合理性」と「実質合理性」との矛盾過程の認識である．「形式合理性」は，制定された一般的規則が個々のケースに適用され，すべての意思決定と行動が制定された規則に従うこと，「実質合理性」は，個別ケースで，制定された規則の枠を超え，特定の価値や倫理，組織目的を意識的に実現する度合いであり，定められた規則を超え，あるいは超法規的に意思決定者の主体的な洞察と責任が要請される．そのような意思決定は結果に対する責任が問われる(村上, 2018:62-63)．たとえば，国籍国の外にいる「難民」をUNHCRは救援できるが，法の形式合理性を貫徹させれば，国境を越えていない「国内避難民」を救援できない．なぜなら国際法上，国境を越えなければ「難民」ではなく，UNHCRの管轄外だからである．しかし国内避難民であっても，実質合理的な視点から，救援が要請される．
　近代的な大規模組織では，ルーティン的な業務の一般的ケースでは，すべての意思決定が制定された規則に従う形式合理的な処理が採用される．一般的な問題状況では，その問題への処方箋が，すでに規則に定められており，規則を順守し，個々のケースに適用すれば，試行錯誤する必要なく問題を処理できる．しかし規則の制定過程で想定されていない，新たな特殊な問題状況で，イノベーションが要請されるケースでの規則の順守は，むしろ問題を解決せず，組織目標の達成を妨げる．このような特殊ケースでは，規則の枠を超え，ケース・バイ・ケースでの個別ケースに適合する実質合理的な意思決定が要請される．ヴェーバーの「官僚制」の概念は，「合法的な支配の純粋型」(Weber, 1976:128)であり，合理性の矛盾過程の問題は『法社会学』で議論されている(Weber, 1976:469)．この問題提起は，R.ベンディックスによって，次のように指摘されている．ヴェーバーにとって「近代」は調停不能な形式と実質の合理性との二律背反のうえに成立する(Bendix, 1977:485; 村上, 2018:67)．官僚制組織のマイナス面の指摘も，プラス面の指摘も，官僚制の問題の本質を捉えているとは言えない．官僚制の問題は，近代の合法的支配の合理性の二つのサブカテゴリーの矛盾関係の認識にある．制定された規則（法）は順守されねばならない．しかし規則（法）を順守するだけでは，何も問題は解決しない．イノベーションが要請されるなら，組織の事業運営での規則の順守は無力である(村上, 2018:88)．

### 用語
代表的官僚制
行政官僚制の職員構成に、社会の構成を反映させる制度。社会を構成する人たちの属性と官僚・公務員の属性を近いものとすることで、公共サービスがより民主的で公正さを保つものになるという考え方で、人種、性別、社会階級、宗教、教育レベル、地域等の属性に注目する